# Лентварис (станция)
Лентварис (лит. Lentvaris) — железнодорожная станция Литовских железных дорог, расположенная на юго-востоке Литвы, в городе Лентварис, в Тракайском районе Вильнюсского уезда, на железнодорожных линиях Вильнюс–Каунас, Вильнюс–Тракай и Вильнюс–Марцинконис.

## История
Железнодорожный вокзал Ландварово был открыт в 1862 году, вокзалу был присвоен высший класс, был расположен на железнодорожной линии Санкт-Петербург — Варшава, которая в Ландварово была проложена в 1858–1862 годах. 15 декабря 1862 года началось регулярное ж/д сообщение с Варшавой. Железнодорожный вокзал имел и имеет большое влияние на развитие транспортного сообщения в регионе.
Ранее в здании станции помимо залов ожидания и билетных касс также были жилые комнаты, вокзал обогревался 39 печами. Недалеко от главного вокзального здания была построена водонапорная башня из красного кирпича, вода в которую по водопроводу поступала из озера, с помощью парового насоса системы «Блек». Вода из водонапорной башни использовалась для обслуживания паровозов. В 1950-е годы башня была законсервирована и по сей день не используется. Рядом с вокзалом также располагались депо, деревянные и кирпичные дома для железнодорожников, построенные в середине XIX века.
В 1975 году была электрифицирована линия Лентварис — Тракай, став самой короткой электрифицированной железнодорожной линией в Прибалтике.
В конце 2002 года прошла реконструкция вокзала, стоившая 170 тысяч литов. В рамках реконструкции на вокзале был оборудован туалет, проведён водопровод и обновлены два зала ожидания. В 2012–2013 годах было отремонтировано депо.
В 2022 году закончились работы по проектированию ветки европейской железной дороги Rail Baltica Каунас–Вильнюс, в которых было установлено, что железнодорожные пути Rail Baltica пройдут через Лентварис и железнодорожную станцию, а не вокруг города, как предлагалось в альтернативном варианте.
В июле 2023 года был представлен проект по установке на 23 железнодорожных станциях Литвы автоматов по продаже билетов, станция Лентварис также вошла в это число. Первые автоматы планируется установить к концу 2023 года.

## Маршруты
Имеется железнодорожное сообщение с Вильнюсом, Каунасом, Тракаем, Клайпедой, Марцинконисом и Вареной.

## Изображения

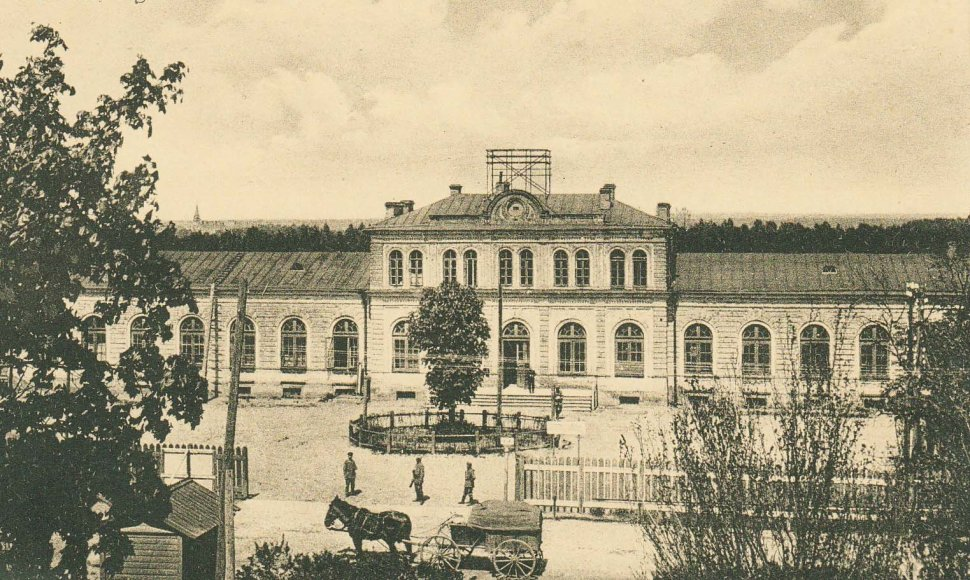
Железнодорожный вокзал Ландварово в 1916 году
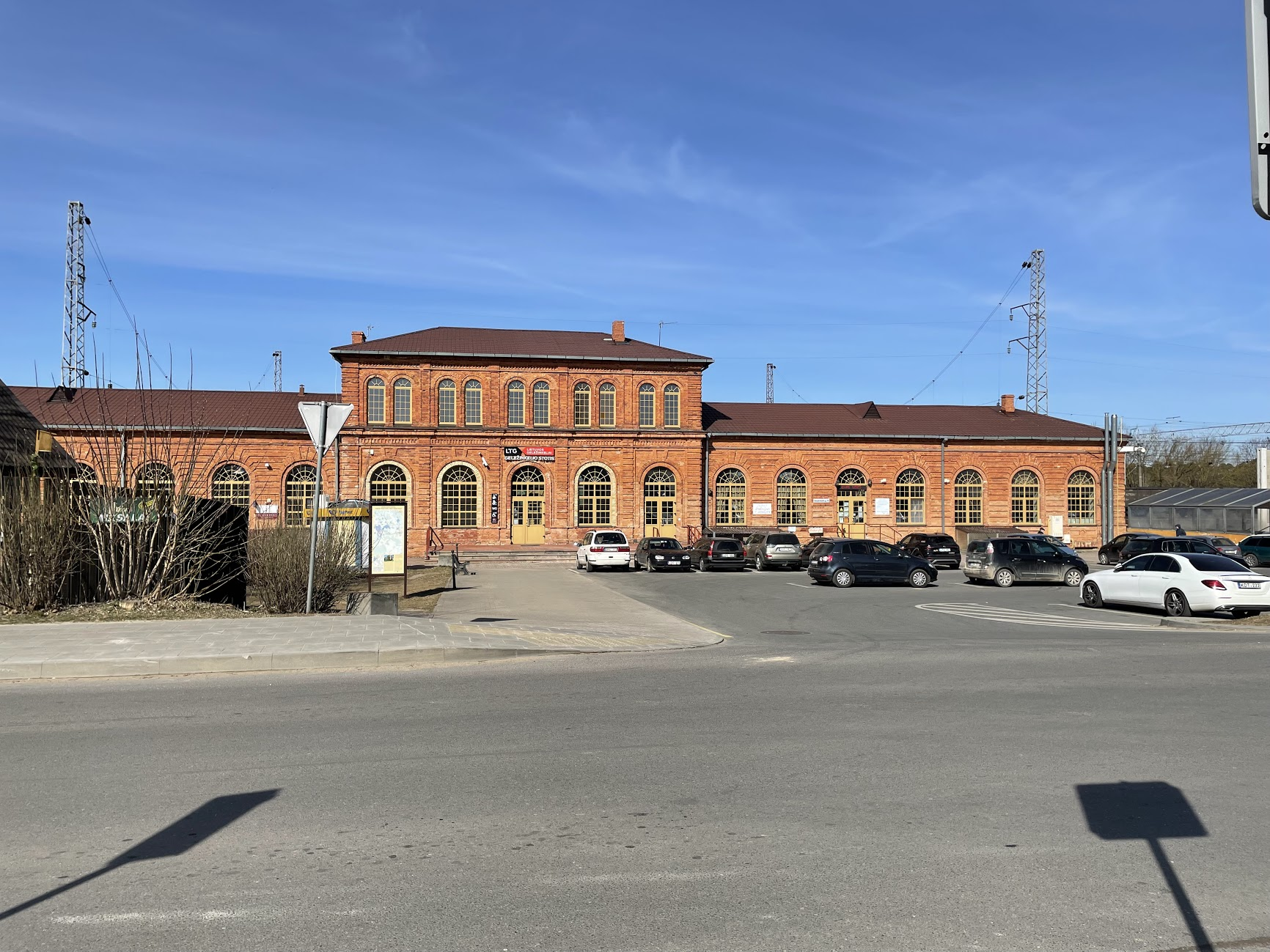
Фасад главного вокзального здания, 2022 год
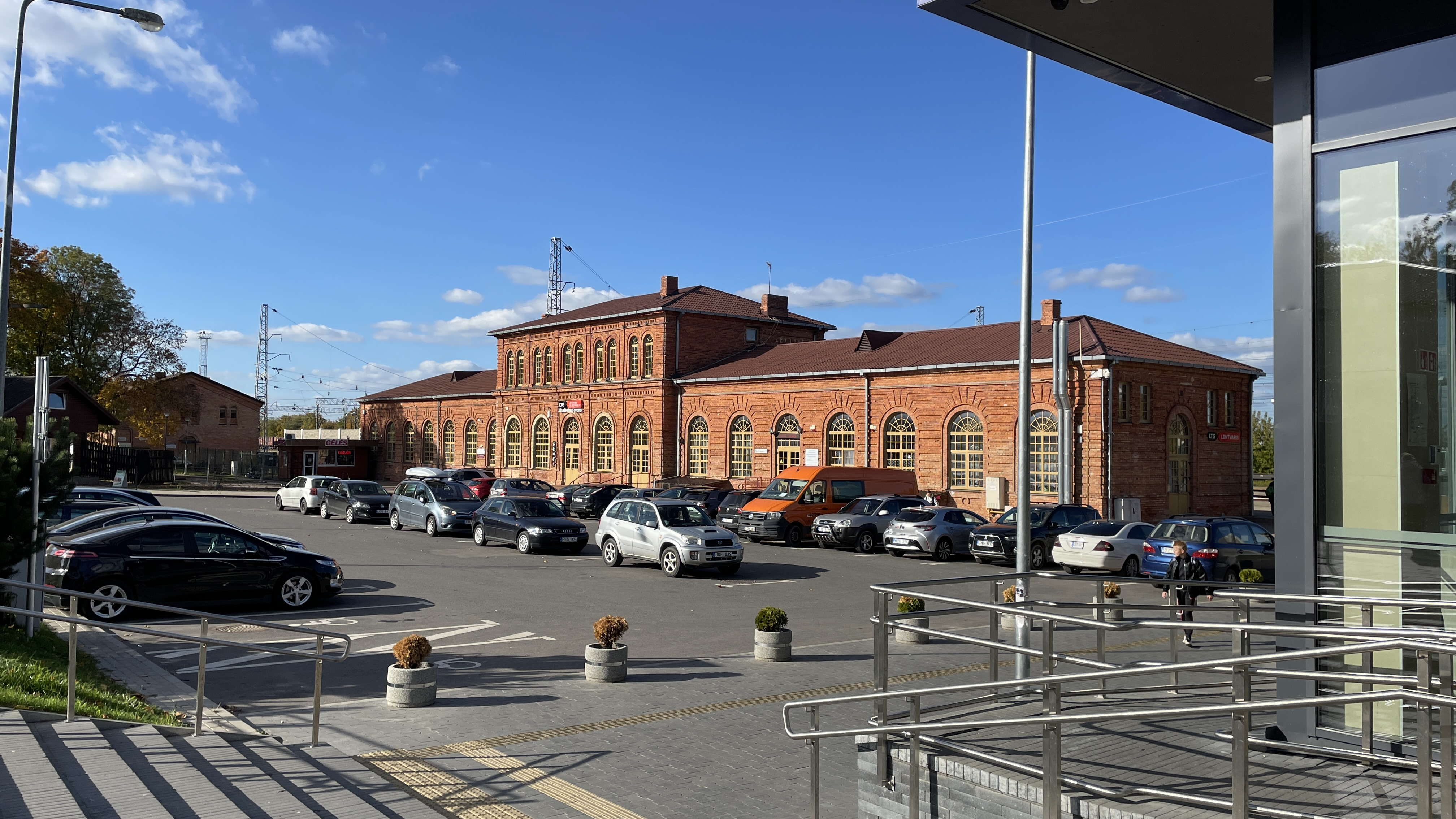
2022 год
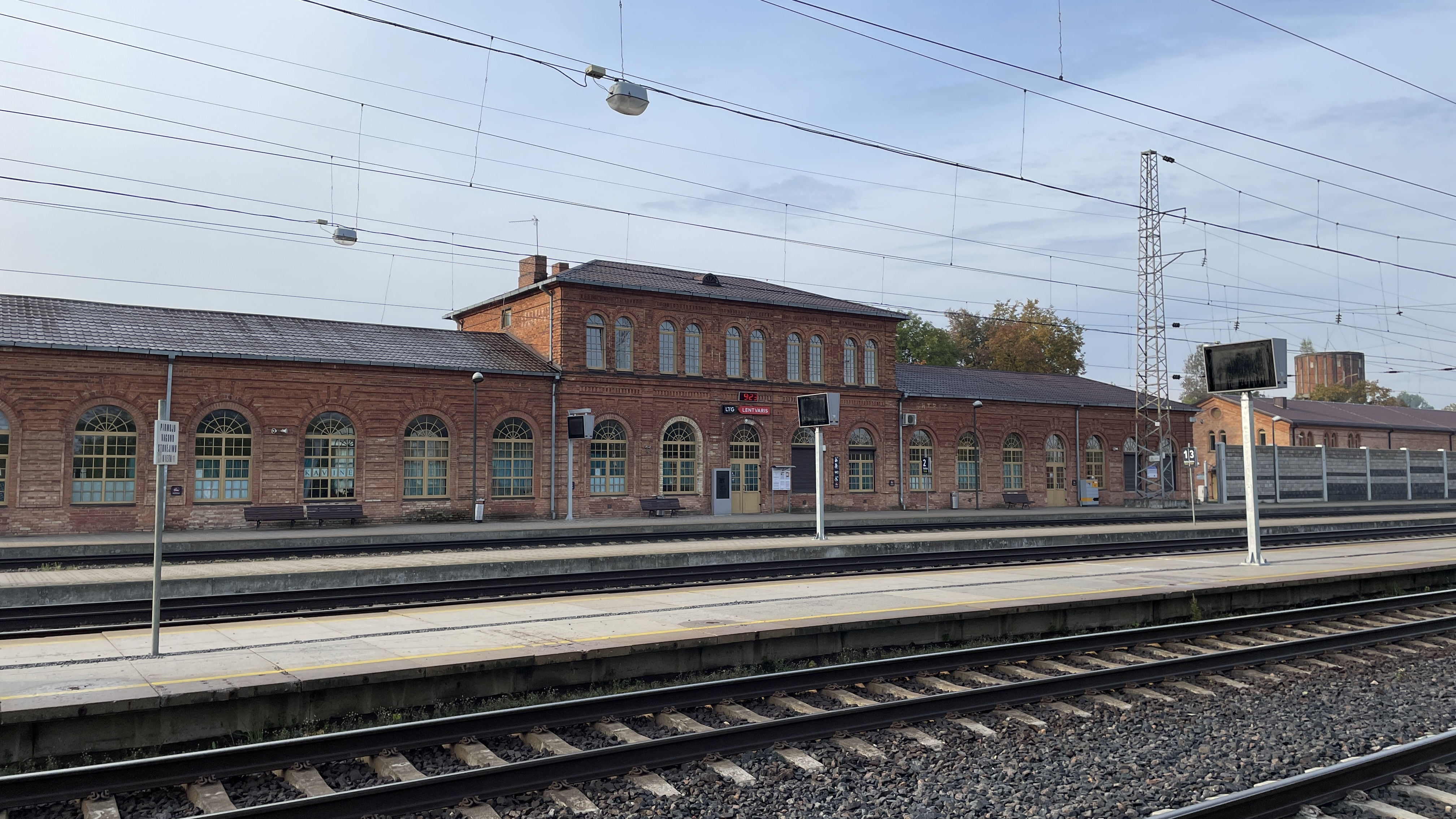
Вид на перроны, 2022 год
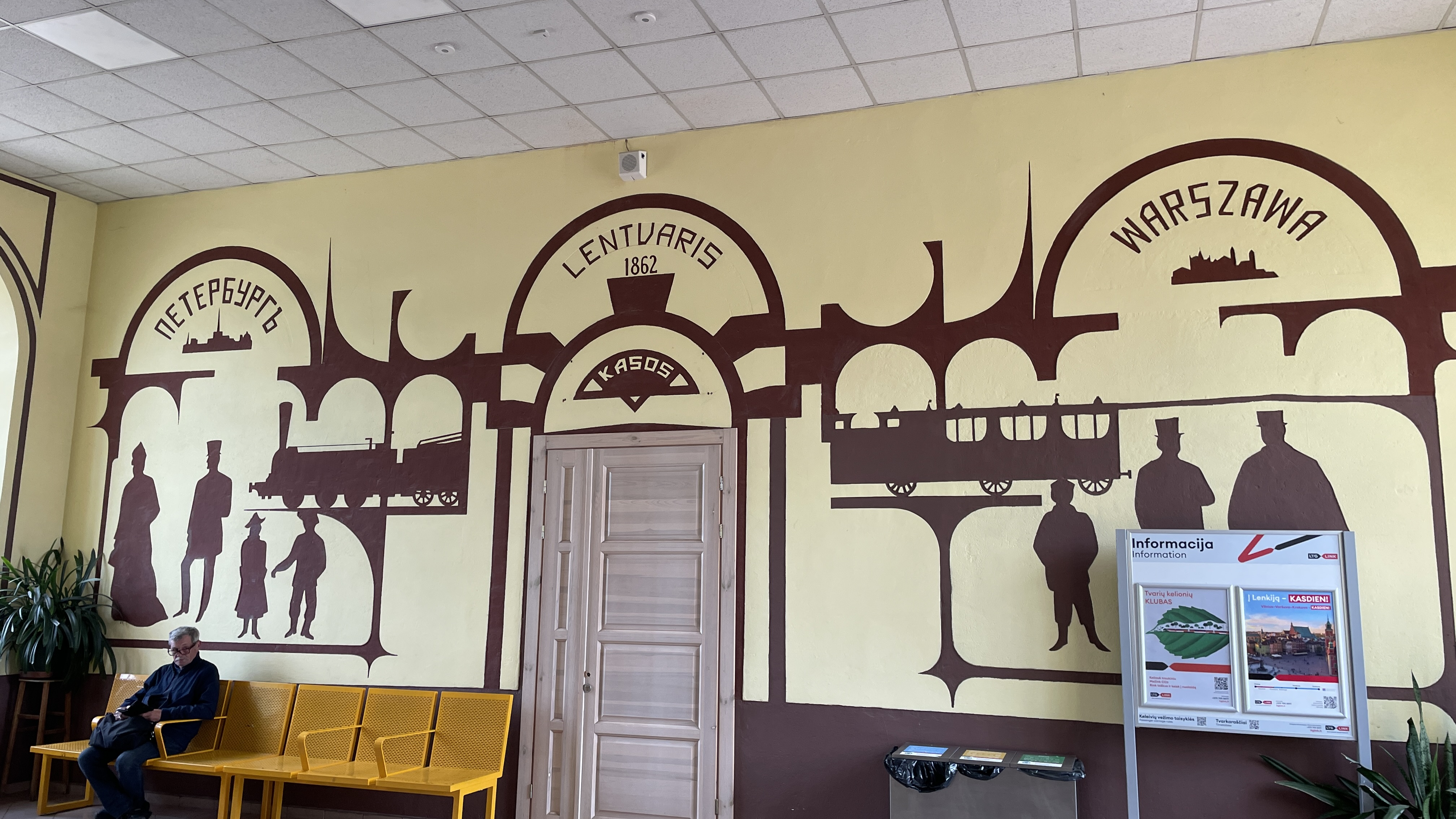
Интерьер зала ожидания, 2023 год
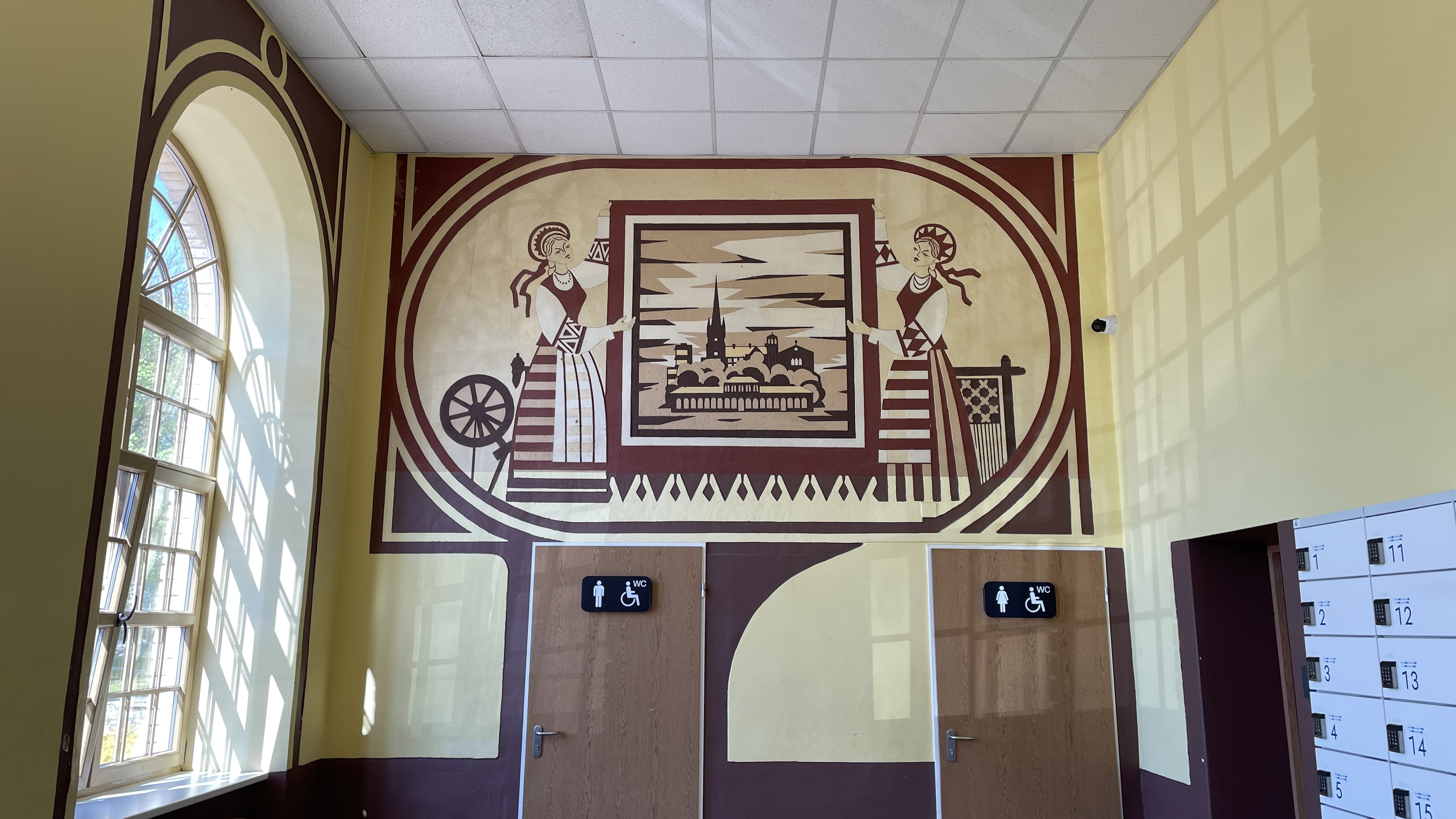
Интерьер зала ожидания, 2023 год
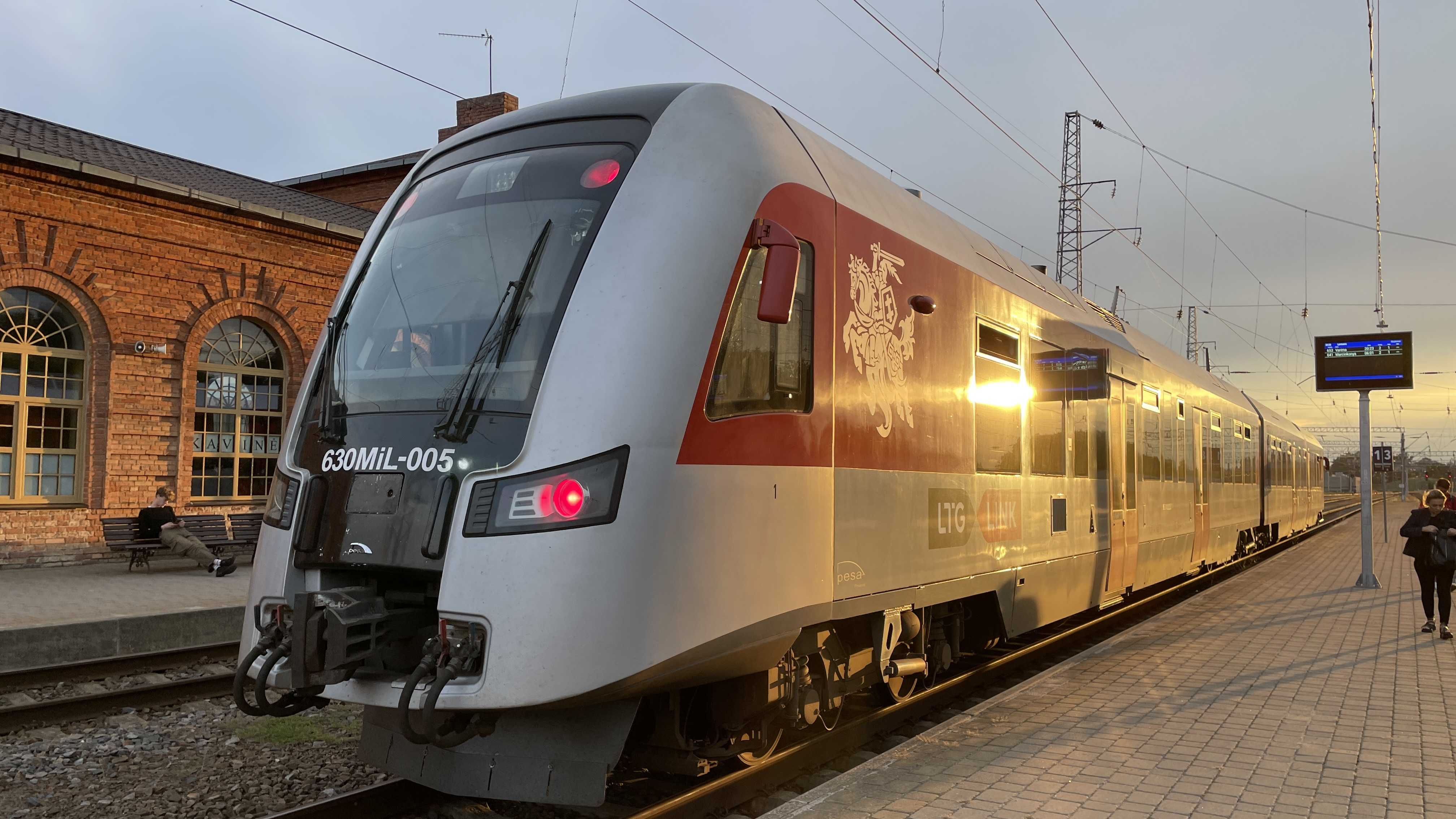
Состав PESA 630MiL-005 на станции Лентварис, 2023 год